# Mosaico de los peces de La Pineda

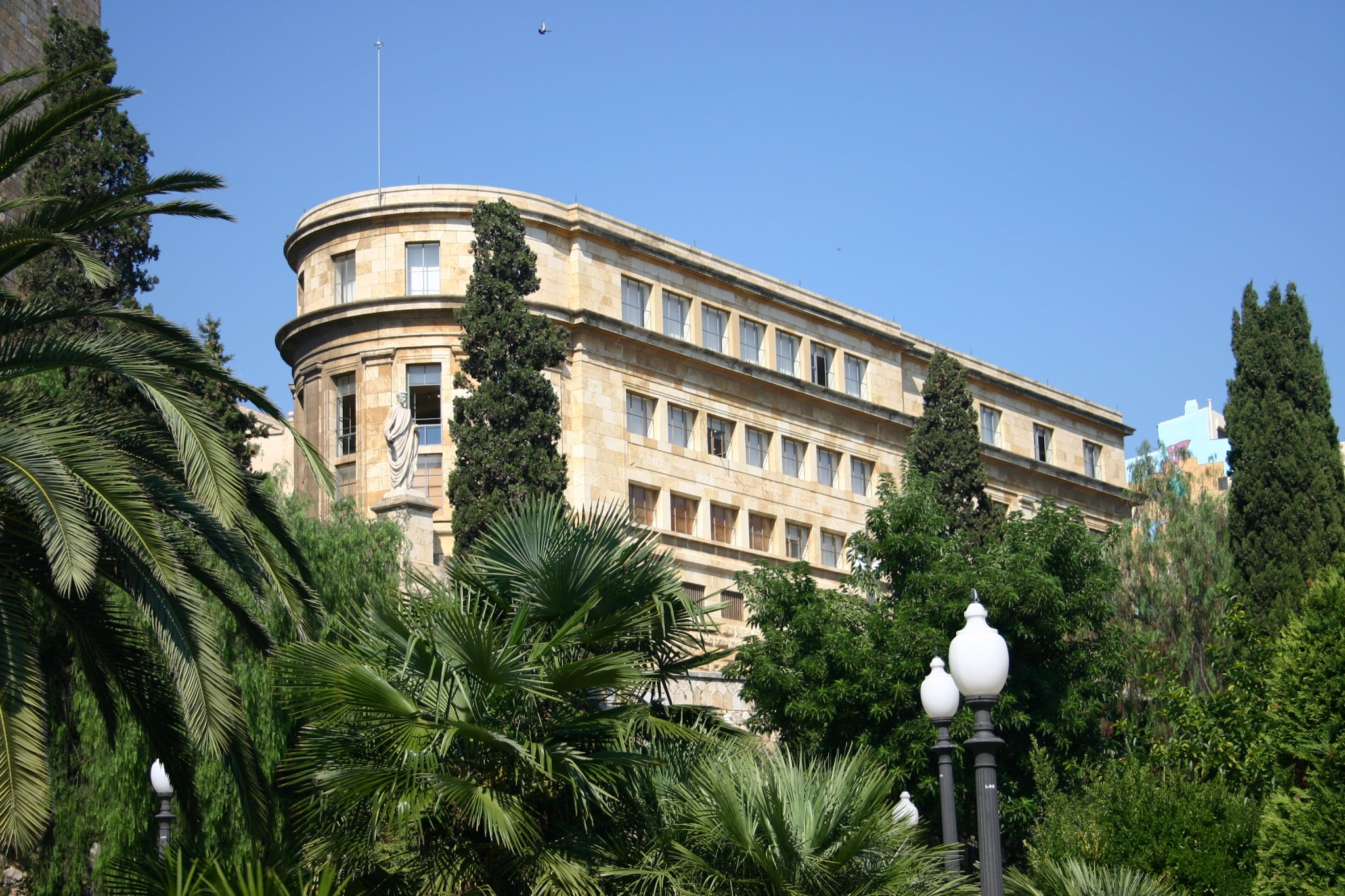
El Museo Arqueológico Nacional de Tarragona, lugar donde se exhibe el Mosaico de los peces de La Pineda

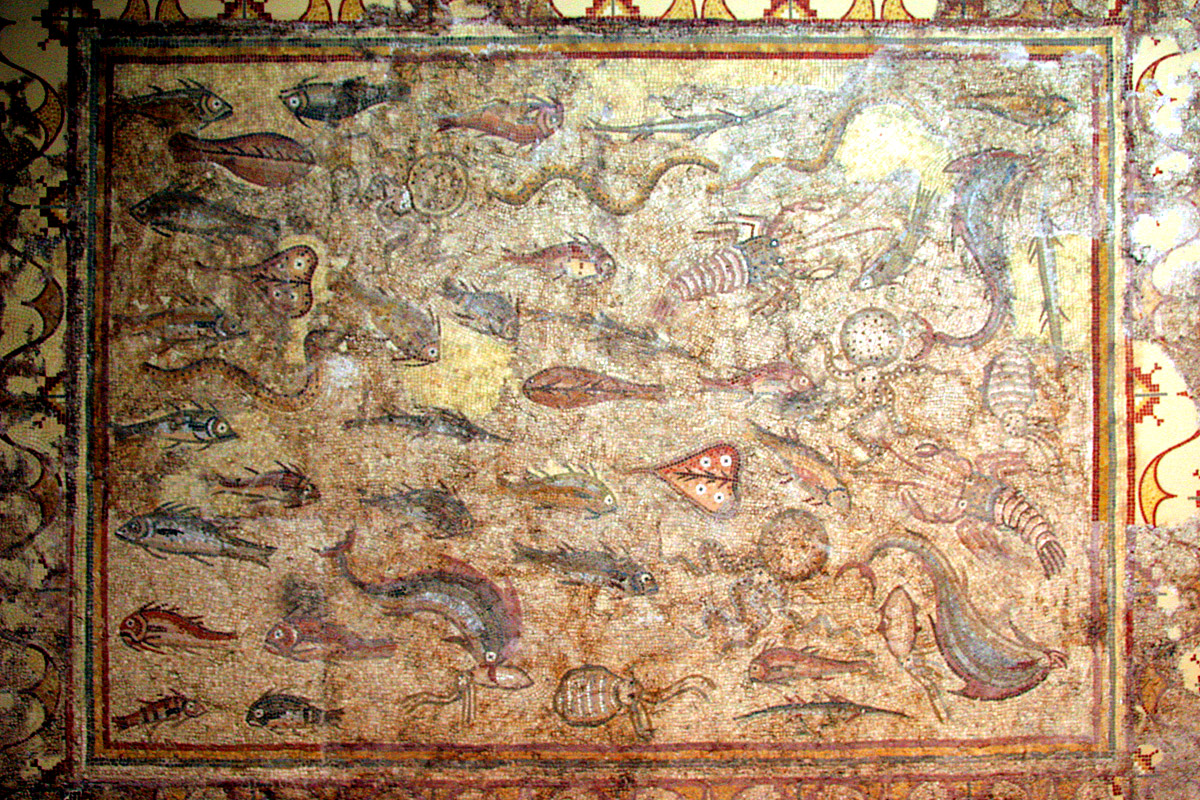
Mosaico de los peces de La Pineda

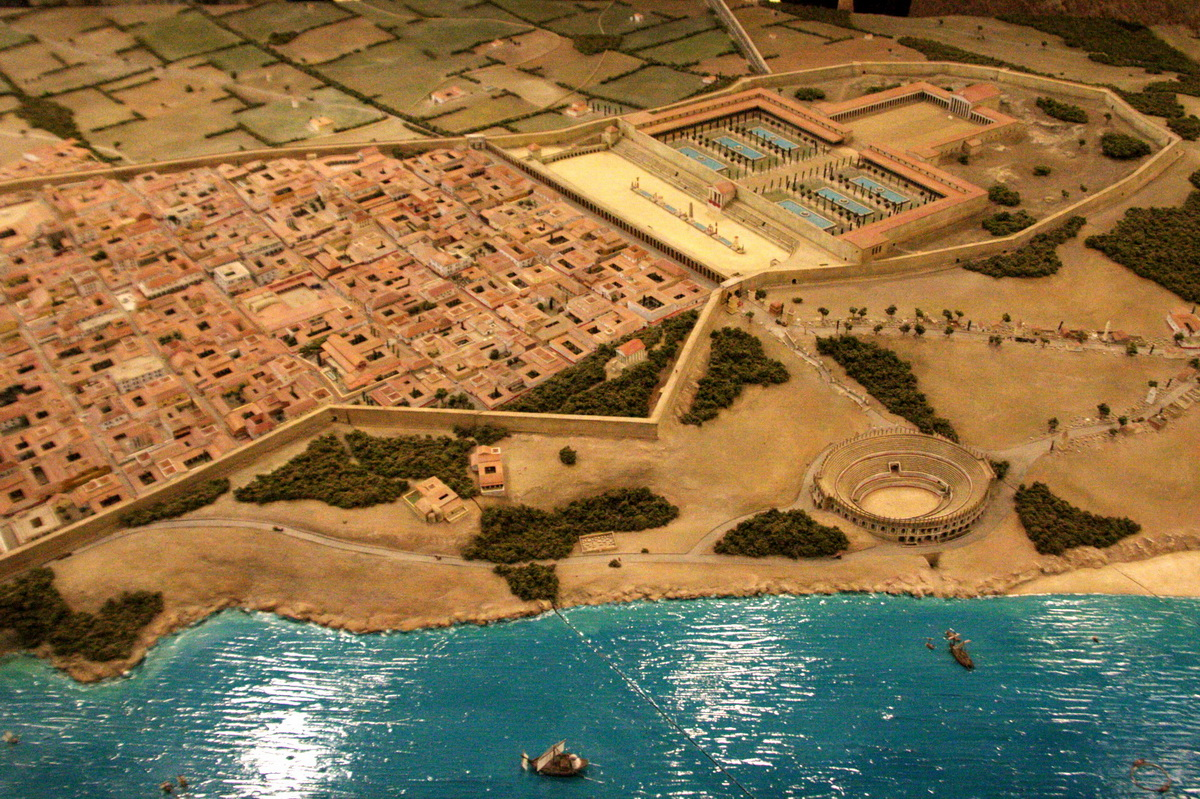
Maqueta con la distribución de la Tarraco imperial

El Mosaico de los peces de La Pineda es un mosaico romano que data de principios del siglo III d. C., y que fue hallado entre las ruinas de una antigua villa romana situada a las afueras de Tarraco, capital de la Hispania Tarraconensis o Hispania Citerior Tarraconensis, una de las provincias bajo la administración del Imperio romano en la península ibérica.

## Historia y hallazgo
En algunos sitios se indica que el mosaico de los peces fue hallado en el año 1955, en La Pineda, localidad perteneciente al término municipal de Vila-seca, Tarragona, en Cataluña, (España) por el religioso, historiador y arqueólogo catalán Joan Serra i Vilaró, (Cardona, 24 de marzo de 1879 - Tarragona 27 de octubre de 1969), de manera fortuita cuando llevaba a cabo la búsqueda de una cisterna romana. Sin embargo en ese momento (1950) se encontraron únicamente restos de mosaicos sin teselas.
Es en una meticulosa exploración realizada posteriormente, a finales de 1955 y principios de 1956, por los catedráticos Isidro Valentines y José Sánchez Real, y financiada por la Fundación William L. Bryan, en la que, utilizando fotografías aéreas de la zona, se localizan primero los restos de una villa romana y posteriormente el Mosaico de los Peces.
Una vez localizado el lugar y levantados los planos, los restos permanecieron enterrados hasta que finalmente fue extraído en el año 1960 y transportado a su ubicación actual en el Museo Arqueológico Nacional de Tarragona.

## Simbología
El mosaico formaba parte del suelo de una villa romana, siendo de estilo africano, en contraposición a los mosaicos helenísticos que abogaban por una líneas geométricas en sus motivos.

## Características técnicas
- Estilo: africano.
- Motivos: 47 figuras de peces, animales marinos y mamíferos complementados con motivos florales.
- Material: teselas policromadas de mármol italiano, rocas volcánicas y piedra de Tarragona.
- Altura: 6,25 metros.
- Anchura: 4,5 metros.
- Campo del mosaico: 3,68 x 2,68 metros.

## Conservación
La pieza se expone en el Museo Arqueológico Nacional de Tarragona desde el año 1960, con el número de inventario 45456.